# Provisorische Nationalversammlung für Deutschösterreich
Provisorische Nationalversammlung für Deutschösterreich (inoffiziell auch Wiener Nationalversammlung) war der Name des ersten Parlamentes des Staates Deutschösterreich. Sie war in und nach dem Zerfall der Österreichisch-Ungarischen Monarchie von 21. Oktober 1918 bis 16. Februar 1919 tätig. Die letzte Sitzung fand am 6. Februar 1919 statt, als die Geschäftsordnung der Konstituierenden Nationalversammlung beschlossen wurde. Die Versammlung bestand aus jenen Mitgliedern des im Juni 1911 gewählten Abgeordnetenhauses des ehemaligen Reichsrates, die dort die deutschsprachigen Gebiete der österreichischen Reichshälfte der Doppelmonarchie vertreten hatten. Es wirkten daher auch Abgeordnete mit, deren Gebiete dem Staat Deutschösterreich letztlich nicht angehören durften, weil es die Siegermächte des Ersten Weltkriegs anders bestimmten. Die 208 Abgeordneten waren allesamt Männer; bei der Wahl 1911 waren Frauen weder aktiv noch passiv wahlberechtigt gewesen.

## Einladung des Kaisers, Gründung
Am 16. Oktober hatte Kaiser Karl I. die Proklamation erlassen, mit der er für die österreichische Reichshälfte den Umbau in einen Bundesstaat mit weitgehender Autonomie für die einzelnen Nationen ankündigte und die Nationalitäten Cisleithaniens einlud, zu diesem Zweck Nationalräte zu bilden. Diese Proklamation wurde am 17. Oktober veröffentlicht und wird von der Geschichtsschreibung als Völkermanifest bezeichnet.
Vier Tage später traten 208 nach Eigenbezeichnung deutsche, 1911 gewählte Reichsratsabgeordnete zusammen und konstituierten die Provisorische Nationalversammlung. 85 von ihnen waren in Gebieten gewählt worden, deren Zugehörigkeit zu Deutschösterreich sich später nicht bewirken ließ (z. B. der letzte Präsident des Abgeordnetenhauses, der mährische Abgeordnete Gustav Groß). Es stellte sich auch bald heraus, dass die Nationalräte der anderen Nationalitäten nicht autonome Gebiete in einem kaiserlichen Österreich, sondern von Wien unabhängige Staaten planten (und bis Ende Oktober 1918 auch proklamierten), von denen die am 28. Oktober 1918 gegründete Tschechoslowakische Republik mit Deutschösterreich konkurrierende Gebietsansprüche hatte (und durchsetzen konnte). Abgeordnete aus Gebieten, auf die die deutschösterreichischen Ansprüche 1919 aufgegeben werden mussten, wirkten bis zum Ende der Legislaturperiode aktiv mit; Ferdinand Hanusch und Otto Glöckel – beide in Böhmen – und Josef Redlich – in Mähren gewählt – waren dann im republikanischen Österreich als Politiker tätig.

## Sitzungsort, Name, Präsidenten
- SDAP: 38
- D: 4
- Unabh.: 5
- CS: 65
- DN: 96

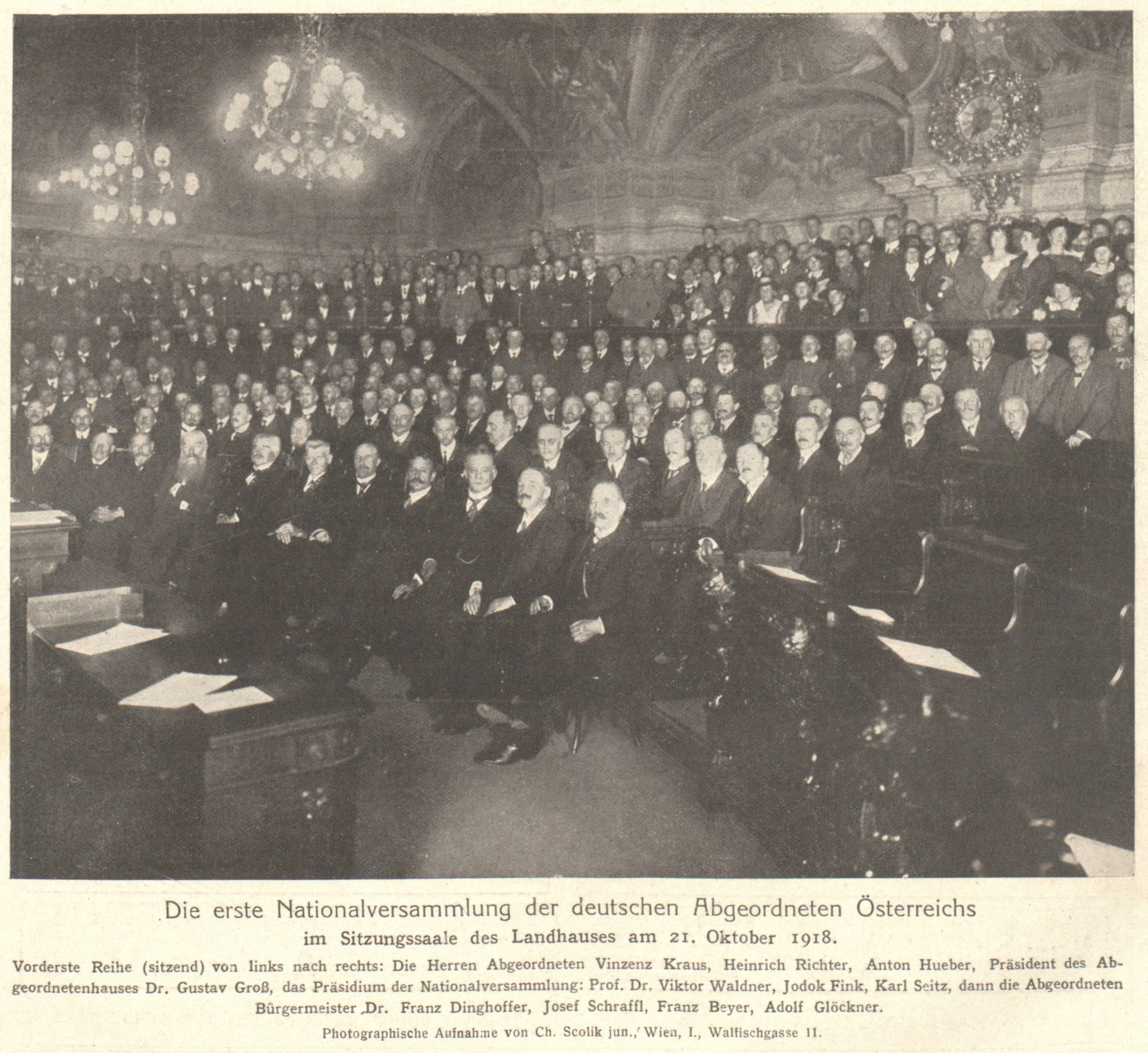
Die erste Sitzung am 21. Oktober 1918

Die Sitzungen der Provisorischen Nationalversammlung fanden vorerst im Niederösterreichischen Landhaus in der Wiener Herrengasse statt, vom 12. November 1918 an im Parlamentsgebäude an der Wiener Ringstraße.
Bei der ersten Sitzung am 21. Oktober 1918 legten die Abgeordneten für ihre Versammlung den Namen Provisorische Nationalversammlung für Deutschösterreich und damit den Staatsnamen fest. Sie wählten drei Abgeordnete zu gleichberechtigten Präsidenten:
- Franz Dinghofer (Verband der deutschnationalen Parteien), bis 1918 Bürgermeister von Linz, Oberösterreich,
- Jodok Fink (Christlichsoziale Partei), Landwirt in Vorarlberg, und
- Karl Seitz (Sozialdemokratische Arbeiterpartei), Lehrer, Wien (damals in Niederösterreich).

Fink legte seine Präsidentenfunktion, die er wegen einer Erkrankung von Johann Hauser, Prälat aus Linz und Obmann der Christlichsozialen Partei, übernommen hatte, vor der Sitzung vom 30. Oktober 1918 zurück und wurde als Präsident durch Hauser ersetzt.

## Provisorische Verfassungsregeln

### Beschluss über die grundlegenden Einrichtungen der Staatsgewalt
Am 30. Oktober 1918 fasste die Provisorische Nationalversammlung den Beschluss über die grundlegenden Einrichtungen der Staatsgewalt (StGBl. Nr. 1 / 1918), den man als Übergangsregelung von der Monarchie zum Volksstaat bzw. als Teil einer provisorischen Verfassung betrachten kann.
Mit der Bezeichnung „Beschluss über die grundlegenden Einrichtungen der Staatsgewalt“ signalisierte die Provisorische Nationalversammlung, dass es sich nicht um eine formelle Verfassung handelte. Karl Renner beschrieb den Beschluss als verfassungsrechtliches „Notdach“. Die Versammlung setzte den inklusive ihrer drei Präsidenten 23 Mitglieder umfassenden Staatsrat als ihren Vollzugsausschuss ein, der sofort die Staatsregierung Renner I mit Karl Renner an der Spitze (als Staatskanzler) bestellte.
Die drei Präsidenten des Staatsrates (Präsident der Provisorischen Nationalversammlung, Staatskanzler und Staatsnotar) waren mit der Geschäftsführung beauftragt und bildeten das Staatsdirektorium. Der Staatsrat war für die Ernennung der Staatsregierung, bestehend aus Staatssekretären, denen (mit Ministerien vergleichbare) Staatsämter zugeordnet waren, zuständig. Weil nach §16 des Staatsgründungsbeschlusses auch das Ministerverantwortlichkeitsgesetz von 1867 übergeleitet wurde, waren auf dessen Grundlage die Staatssekretäre einem Ausschuss der Provisorischen Nationalversammlung gegenüber verantwortlich.
Der Staatsgründungsbeschluss regelte nicht das Verhältnis zu Deutschland, die Beziehung zu den Bundesländern oder die Staatsgrenzen. Auch die formelle Einführung der Republik blieb offen, da die politischen Parteien dazu noch keine Einigkeit erzielt hatten und man offenen Konflikt mit dem Kaiser bzw. mit der bisherigen Verfassungsordnung vermeiden wollte.

### Gesetz über die Staats- und Regierungsform von Deutschösterreich
Am 12. November 1918 beschloss die Nationalversammlung das Gesetz über die Staats- und Regierungsform von Deutschösterreich. Laut Stenographischem Protokoll der Sitzung hat Präsident Dinghofer einstimmig angenommen festgestellt. Das Gesetz zählt zu den wesentlichen Bausteinen zur 1920 von der Konstituierenden Nationalversammlung beschlossenen Bundesverfassung des neuen Staates. Der Beschluss wurde von den Präsidenten der Provisorischen Nationalversammlung auf der Parlamentsrampe öffentlich bekanntgegeben; Beschluss und Bekanntgabe werden in der Geschichtsschreibung als Ausrufung der Republik bezeichnet.
Die ersten beiden Artikel des Gesetzes lauteten:
Artikel 1
Deutschösterreich ist eine demokratische Republik. Alle öffentlichen Gewalten werden vom Volke eingesetzt.
Artikel 2
Deutschösterreich ist ein Bestandteil der Deutschen Republik. Besondere Gesetze regeln die Teilnahme Deutschösterreichs an der Gesetzgebung und Verwaltung der Deutschen Republik sowie die Ausdehnung des Geltungsbereiches von Gesetzen und Einrichtungen der Deutschen Republik auf Deutschösterreich.
Es handelte sich hierbei um eine endgültige Festlegung der Republik als Staatsform. Von Rechtswissenschaft wird nach herrschender Lehre angenommen, dass es sich um eine authentische Interpretation des Staatsgründungsbeschlusses handelte. Neben der Republik wurde nun auch die demokratische Regierungsform endgültig fixiert; dadurch sprach sich die Republik Deutschösterreich gegen ein kommunistisches Regime aus. Das Gesetz enthielt die Klausel, Österreich sei ein Teil der „deutschen Republik“. Dieses Anliegen wurde dadurch konkretisiert, dass deutsche und österreichische Staatsbürger ihr Wahlrecht in jenem der beiden Staaten ausüben konnten, in welchem sie sich aufhielten.

## Weitere Tätigkeit, Nachfolge
Die Provisorische Nationalversammlung traf viele weitere Entscheidungen zum Aufbau der demokratischen Republik und zum Ausbau der Arbeiterrechte. Ihre Beschlüsse wurden im Staatsgesetzblatt publiziert, das vom Staatskanzler herausgegeben wurde. Es ist auf dem Webportal der Österreichischen Nationalbibliothek zu historischen Rechts- und Gesetzestexten elektronisch lesbar. (Die Zitierung erfolgt üblicherweise nicht nach dem Datum des Gesetzblattes, sondern nach der fortlaufenden Nummer, die der betreffende Text erhalten hat, und dem Datum der Vorschrift selbst.)
Die Provisorische Nationalversammlung beschloss bei ihrer letzten Sitzung am 6. Februar 1919 die Regeln für ihre Nachfolgerin, gewählt bei den ersten österreichischen Wahlen, an denen Frauen und Männer gleichberechtigt teilnehmen konnten. Sie fanden am 16. Februar 1919 statt. Das neue Parlament bezeichnete sich nun als Konstituierende Nationalversammlung, da es die Aufgabe hatte, die republikanische Verfassung Deutschösterreichs zu schaffen. Vom Oktober 1919 an wurde der Staat nicht mehr Deutschösterreich genannt, sondern auf Veranlassung der Siegermächte als Republik Österreich bezeichnet (siehe Vertrag von Saint-Germain, von der Nationalversammlung am 21. Oktober 1919 ratifiziert). Durch die Verabschiedung des Bundes-Verfassungsgesetzes am 1. Oktober 1920 wurde die Gesetzgebung des Bundes per 10. November 1920 dem Nationalrat gemeinsam mit dem Bundesrat übertragen.

## Gesetze
Die Provisorische Nationalversammlung beschloss neben den oben erwähnten provisorischen Übergangs- bzw. Verfassungsregeln und diversen Steuer- und Finanzgesetzen unter anderen folgende im Staatsgesetzblatt publizierten Bestimmungen:
1918
- Aufhebung der Zensur (StGBl. Nr. 3 / 1918)
- Aufhebung der Militärgerichtsbarkeit für Zivilisten (StGBl. Nr. 13 / 1918)
- Provisorische Landesversammlungen, gewählter Landeshauptmann (StGBl. Nr. 24 / 1918)
- Grundgesetz vom 22. November 1918 über die richterliche Gewalt (StGBl. Nr. 37 / 1918)
- Umfang, Grenzen und Beziehungen des Staatsgebietes von Deutschösterreich (inkl. nicht realisierbare Gebietsansprüche, StGBl. Nr. 40 / 1918) mit ergänzender Staatserklärung (StGBl. Nr. 41 / 1918)
- Gendarmerie als Zivilwachkörper des deutschösterreichischen Staates (StGBl. Nr. 75 / 1918)
- Ausfuhr- und Veräußerungsverbot für Gegenstände von geschichtlicher, künstlerischer oder kultureller Bedeutung (StGBl. Nr. 90 / 1918)
- Einberufung der und Wahlordnung für die Konstituierende Nationalversammlung (Nr. 114 und 115 / 1918)
- Einhebung direkter Steuern (StGBl. Nr. 121 / 1918), Gesetz gegen die Steuerflucht (StGBl. Nr. 122 / 1918)
- Feststellung und Verfolgung von Pflichtverletzungen militärischer Organe im Kriege (StGBl. Nr. 132 / 1918)
- Acht-Stunden-Arbeitstag in Fabriken bis zum Friedensschlusse (StGBl. Nr. 138 / 1918)
- Änderungen und Ergänzungen vom 19. Dezember 1918 zum Beschluss vom 30. Oktober 1918 über die grundlegenden Einrichtungen der Staatsgewalt (drei Präsidenten gleichberechtigt, jeweils einer in der Nationalversammlung, einer im Staatsrat, einer in der Staatsregierung tätig; wöchentlicher Wechsel; zu dritt: Staatsratsdirektorium mit Staatsoberhauptfunktion; StGBl. Nr. 139 / 1918)
- Einschränkung der Kinderarbeit (außer Landwirtschaft und Haushalt nicht unter 12 Jahren, keine Nacht-, Sonn- und Feiertagsarbeit; StGBl. Nr. 141 / 1918)

1919
- Errichtung eines Obersten Gerichtshofes (StGBl. Nr. 41 / 1919)
- Errichtung von Jugendgerichten (StGBl. Nr. 46 / 1919)
- Errichtung eines deutschösterreichischen Verfassungsgerichtshofes (StGBl. Nr. 48 / 1919)
- Enteignung zu Wohnzwecken (gegen Entschädigung; StGBl. Nr. 82 / 1919)
- Errichtung eines Staatsrechnungshofs (der der Nationalversammlung untersteht; StGBl. Nr. 85 / 1919)
- Errichtung eines deutschösterreichischen Verwaltungsgerichtshofes (StGBl. Nr. 88 / 1919)
- Vorläufige Bestimmungen über die bewaffnete Macht (StGBl. Nr. 91 / 1919)
- Großjährigkeit mit 21 statt 24 Lebensjahren (StGBl. Nr. 96 / 1919)
- Geschäftsordnung der Konstituierenden Nationalversammlung (StGBl. Nr. 101 / 1919)